# Frank Mancuso Sr.
Frank G. Mancuso (Búfalo, 25 de julio de 1933) es un director ejecutivo estadounidense, reconocido por haber sido el presidente de las compañías de producción cinematográfica Paramount Pictures entre 1984 y 1991 y MGM entre 1993 y 1999.

## Carrera
Mancuso se desempeñó como director ejecutivo y presidente de la compañía Paramount Pictures entre 1984 y 1991. Dos años más tarde ofició como presidente de MGM, entre 1993 y 1999. Durante este período gestionó la adquisición de Orion Pictures Corporation y PolyGram Filmed Entertainment, produciendo exitosas películas como Species, Stargate, The Birdcage, Ronin y Leaving Las Vegas, entre otras.  

Más adelante se desempeñó como presidente del Consejo de Administración Corporativo de la Motion Picture and Television Fund. Es el padre del reconocido productor Frank Mancuso Jr. y del escritor Evan Mancuso. En la actualidad reside en Los Ángeles junto a su esposa Fay. En 2010 recibió una estrella en el paseo de la fama italiano en Toronto, Canadá.